# Personnages de la série télévisée Green Lantern
 (août 2024).
- Si vous ne connaissez pas le sujet, laissez ce bandeau (vous pouvez alors contacter les auteurs).
- Si vous supprimez le contenu mis en cause (vous pouvez préalablement contacter les auteurs),

argumentez précisément cette suppression dans la page de discussion
(un manque de référence n'est pas un argument ; une recherche réelle de référence doit avoir été effectuée, être formellement documentée).
Cet article présente les personnages de la série télévisée Green Lantern (série télévisée d'animation).

## Les Gardiens de l'Univers
- Appa Ali Apsa: Il est le chef des Gardiens de l'Univers. Bien que les actions de Hal peuvent parfois l'énerver, c'est lui qui promut Hal Jordan au rang de garde d'honneur des green lanterns, ce qui veut dire qu'il n'est plus responsable d'un seul secteur mais de tous les secteurs de l'univers.
- Ganthet: Il faisait anciennement partie des Gardiens, mais il sera banni par Appa pour avoir aidé Hal Jordan à voler l'Interceptor. Il se rendra sur Odym et fondera par la suite le Corps des Blue Lanterns.
- Sayd: Gardienne de l'Univers, elle fait particulièrement confiance à Ganthet et à Hal.
- Scar: Une des gardiens de l'Univers. À la suite de l'invasion des Red Lanterns sur Oa et l'arrestation d'Atrocitus, elle fut charger d'aider les Red Lanterns sur leur planète. Elle fut attaquée par Anti-Monitor et est laissée pour morte. Elle survie, mais possède désormais une énorme cicatrice sur le côté gauche du visage. Elle est également la créatrice d'Aya.
- Krona: C'est un Gardien de l'Univers renégat qui créa Anti-Monitor.

## Le Corps des Green Lantern
- Hal Jordan: C'est un des Green Lantern les plus puissants. Il fait équipe avec son coéquipier et ami Kilowog, de plus c'est lui qui intégrera Razer un red lantern dans son équipe car il a confiance en lui. Il vient de la Terre où il fait partie de Ferris Aircraft. Il se fera virer par sa patronne et petite amie Carol Ferris car il était en mission pendant plusieurs mois. À la suite de sa victoire sur Atrocitus il fera partie de la garde d'honneur du Corps des Green Lanterns, lui permettant d'intervenir dans tous les secteurs de l'univers.

- Aya: Ce n'est qu'en fait l'intelligence du vaisseau qui a formé un corps pour devenir green lantern, cela est dû au fait que Kilowog qui mentionnait que pour être un green lantern, il fallait avoir un corps. Elle possède en elle les souvenirs d'Ilana, la femme de Razer. Elle détruira l'Anti-Monitor et prendra la tête des Manhunters dans l'épisode 20, faisant d'elle le nouvel ennemi des Green Lantern.

- Kilowog: Il est un des Greens Lantern les plus connus, il se charge de l'entrainement des jeunes recrues, il est particulièrement strict et sévère, toujours à cheval sur le règlement. Il se battra lors de l'invasion des Red Lanterns aux côtés de Saint Walker, le premier Blue Lantern. Il tombera amoureux de Galia.

- Ch'p: C'est un écureuil qui malgré sa petite taille, possède une force suffisante pour mettre Hal Jordan au tapis. Il est aussi le meilleur élève de Kilowog.

- Dulok: Il ne sera pas longtemps Green Lantern car il se fera tuer par Ragnar, frère de Iolande, afin de s'approprier son anneau.

- Guy Gardner: à la suite de l'absence de Hal Jordan dans le secteur 2814 (celui-ci combattant les Red Lantern à la frontière), Guy Gardner a été désigné pour être son remplaçant, il gardera cette place à la suite de la promotion de Hal. Fier et orgueilleux, son comportement agace Hal, mais les deux hommes se comprennent et se respectent. Il sera présent lors de la guerre contre les Manhunters et sera également devenu membre de la garde d'honneur, laissant la garde du secteur à John Stewart.

- Iolande: Elle est la reine de la planète Betrassus. Suite de la mort de Dulok, c'est elle qui recevra l'anneau et deviendra une Green Lantern. Elle ne semble pas indifférente au charme de Hal.

- Larvox: C'est aussi une nouvelle recrue sous les ordres de Kilowog.

- M'Ten: Un Green Lantern de la frontière, il est tué par les Red Lantern dans le premier épisode.

- Mogo: C'est une planète vivante, devenue Green Lantern. Il se battra aux côtés de Kilowog et de Saint Walker, tout juste devenu un Blue Lantern, lors de l'invasion des Red Lanterns

- Shyir Rev: Green Lantern de la frontière. Il est sauvé des Red Lantern par Hal et Kilowog. Il se sacrifiera pour sauver les habitants de sa planète, son anneau sera transmis à Mogo.

- Salaak

- Sinestro: il est le plus célèbre et l'un des plus puissants Green Lantern. Il fut également le mentor d'Hal Jordan.

- Tauverus: c'est un ancien Green Lantern qui est mort sur Astéroïde prison.

- Tomar-Re: c'est un Green Lantern qui fera équipe avec Hal Jordan pour enquêter sur les attaques des Manhunters aux ordres de Anti-Monitor.

## Le Corps des Red Lantern
- Atrocitus: Il fut le chef des Red Lantern. Il est très puissant et il n'est pas d'accord avec la défection de Razer, c'est d'ailleurs lui qui a tué sa petite amie. Il se fera emprisonner après la guerre sur Oa par Hal Jordan. Il sera temporairement libéré par Aya, devenue chef des Manhunters, afin déterminer qui de la rage ou de l'amour est l'émotion la plus puissante.
- Zilius Zox: Il fut le bras droit d'Atrocitus avant qu'il ne soit fait emprisonné par les Green Lanterns. Il devient par la suite le chef des Red Lanterns.
- Razer: C'est un Red Lantern qui n'est pas sous les ordres des Red Lantern mais sous celui de Hal Jordan. Il est un membre de l'équipe de Hal Jordan dans l'Interceptor. Il rallie le groupe car Hal Jordan lui a sauvé la vie et lui fait confiance. Il reçut l'anneau de couleur rouge car il possède la rage à la suite de la mort de sa petite amie. Il tombera amoureux par la suite de Aya. Il gagnera aussi la confiance de Kilowog qui le considèrera plus comme un ami.

- Bleez: C'est une Red Lantern qui fait équipe avec Skallox et Veon lors de l'attaque du Phare. Par la suite, elle conseillera le nouveau chef des Red Lantern.

- Prêtre Loran: C'est un prêtre adepte des Red Lanterns.

- Ragnar: C'est un Red Lantern. Il est le frère de la reine Iolande. Il tuera le Green Lantern Dulok afin de lui prendre son anneau, et essayera de faire de même pour Kilowog mais est piégé par celui-ci et fu arrêté. Il recevra par la suite un anneau rouge.

- Skallox: C'est un Red Lantern qui fait équipe avec Bleez et Veon lors de l'attaque du Phare.

- Veon: C'est un Red Lantern qui fait équipe avec Skallox et Bleez lors de l'attaque du Phare.

## Le Corps des Star Sapphire
- Reine Aga'po: Elle est la reine des Zamaronnes, un peuple de femme. Elle est également la chef des Star Sapphires.
- Gi'ata: C'est une jeune Star Sapphire, nièce de la reine Aga'po. Elle comprendra le vrai sens de l'amour grâce à Hal Jordan et Carol Ferris. Elle mourra, tuée par Atrocitus qui a été libéré par Aya, en tentant de protéger Hal Jordan, pour qui elle a des sentiments.

- Carol Ferris: C'est la petite amie de Hal Jordan. Elle reçut l'anneau des Star Sapphire qu'elle refusa. Elle le reprendra néanmoins pour combattre Atrocitus libéré par Aya.

- Galia: Habitante d'une petite planête, Galia rencontrera Kilowog et en tombera amoureuse, elle rejoindra le Corps des Star Sapphire peu après.

## Le Corps des Blue Lantern
- Saint Walker: Il est le premier Blue Lantern à recevoir l'anneau qui lui sera donné par Mogo. Il se battra aux côtés de celui-ci et de Kilowog lors de l'invasion des Red Lanterns. Il aidera également Razer à contrôler sa colère.

- Brother Warth: Il est le second Blue Lantern à recevoir l'anneau. Il ressemble à un éléphant pouvant marcher.

## Le Corps des Orange Lantern
- Larfleeze: Il est l'unique Orange Lantern. Il réside sur la planète Okaara, son anneau le rend cupide. Il tentera quand même d'offrir quelque chose, à Hal, Kilowog et Razer pour les remercier de lui avoir rendu son "bijou", à savoir la batterie de pouvoir orange, mais son avarice lui empêchera de donner quoi que ce soit, même ses propres mouches.

## Autres personnages
- Anti-Monitor: C'est un robot conçu par un Gardien de l'Univers renégat. Il est l’ennemi des Green Lantern et aussi des Red Lanterns. Il sera détruit par Aya qui prendra sa place à la tête des Manhunters
- Les Manhunters: Il s'agit des prédécesseurs du Corps des Green Lantern, à la suite d'une erreur de programmation, ils ont fini par considérer que tout être doué d'émotions est criminel. Obligeant les gardiens à les désactiver. Ils seront réactivés par l'Anti-Monitor.
- Goggan: C'est un ancien prisonnier de l'Astéroïde prison autrefois dirigée par la guilde des araignées, son séjour en prison l'a rendu fou. À la suite de la victoire de Hal Jordan contre les araignées il sera désigné comme  gardien temporaire de l'Astéroïde prison. Il ressemble à une sorte de chauve-souris à un œil.
- Kothak: Guerrier de Betrassus, il cherchera à devenir le roi de sa planète en épousant Iolande, et ainsi diriger l'armée de Betrassus. Lorsque Iolande deviendra une Green Lantern il comprendra qu'elle peut diriger à elle seule Betrassus. Lors de l'invasion de Betrassus par les Red Lantern, avec Ragnar à leur tête, il dirigera la rébellion.
- Ilana: C'était la petite amie de Razer, elle fut tuée par Atrocitus pour que Razer rejoigne le Corps des Red Lanterns.
- Myglom: Il était le gardien de l'Astéroïde prison où il torturait ses prisonniers.
- Gil Broome: Habitant d'un monde parallèle où il est un héros du nom de Steam Lantern.
- Neuroxis: C'est un criminel considéré comme un des plus grands assassins de l'univers, il a la capacité de contrôler mentalement un autre individu. Il mourra d'asphyxie dans l'Interceptor dépressurisé par Sinestro.